# Badnjevac (Žitorađa)
Pour les articles homonymes, voir Badnjevac.
Badnjevac (en serbe cyrillique : Бадњевац) est un village de Serbie situé dans la municipalité de Žitorađa, district de Toplica. Au recensement de 2011, il comptait 715 habitants.

## Démographie

### Évolution historique de la population
| 1948 | 1953 | 1961 | 1971 | 1981 | 1991 | 2002 | 2011 |
| ---- | ---- | ---- | ---- | ---- | ---- | ---- | ---- |
| 823  | 872  | 929  | 891  | 864  | 891  | 836  | 715  |

|  |